# Gornja Badanja
Gornja Badanja (Servisch cyrillisch Горња Бадања) is een plaats in de Servische gemeente Loznica. De plaats telt 598 inwoners (2002).